# Centro de Artes (Caldas da Rainha)

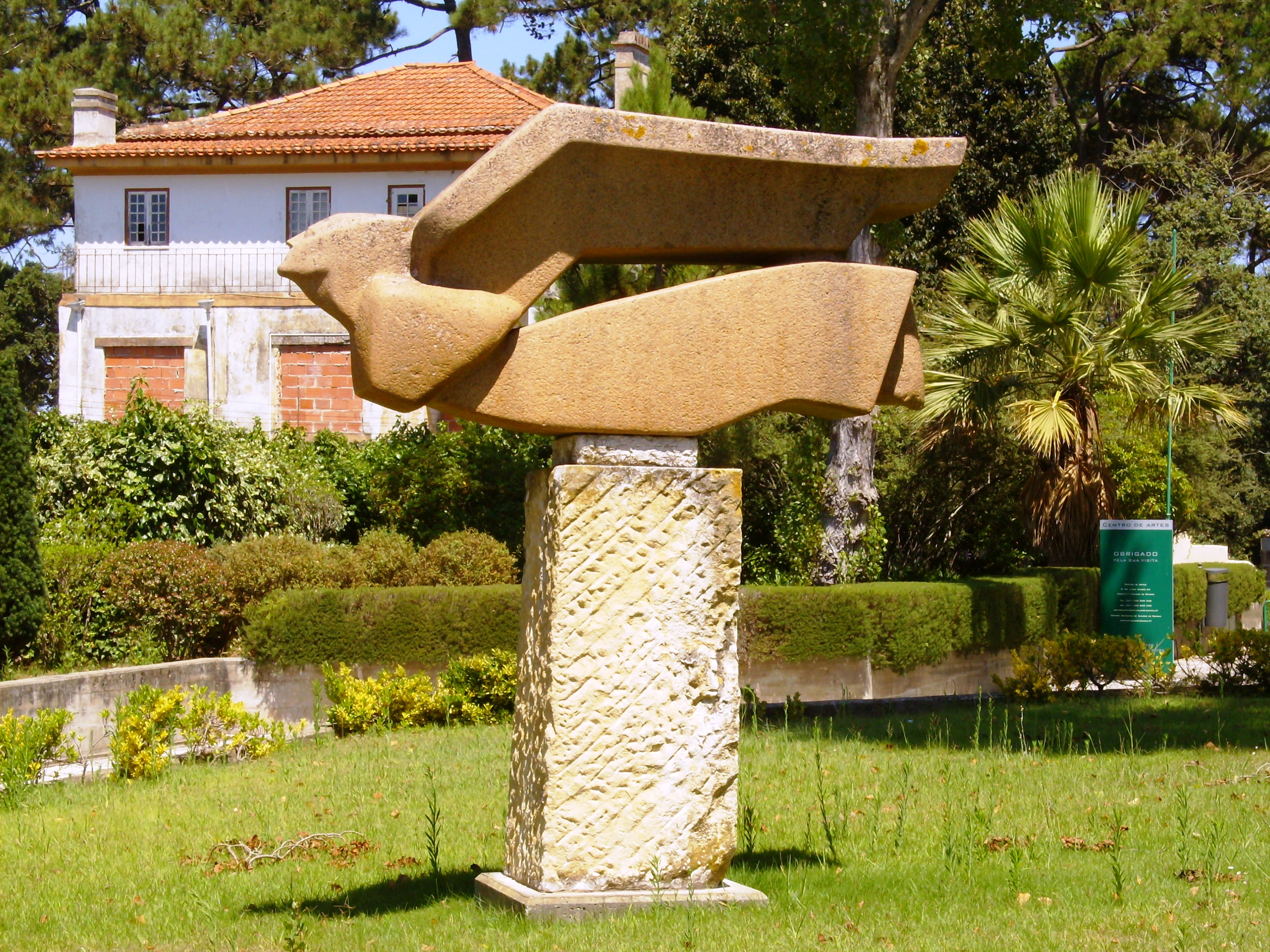
Centro de Artes: escultura em pedra.

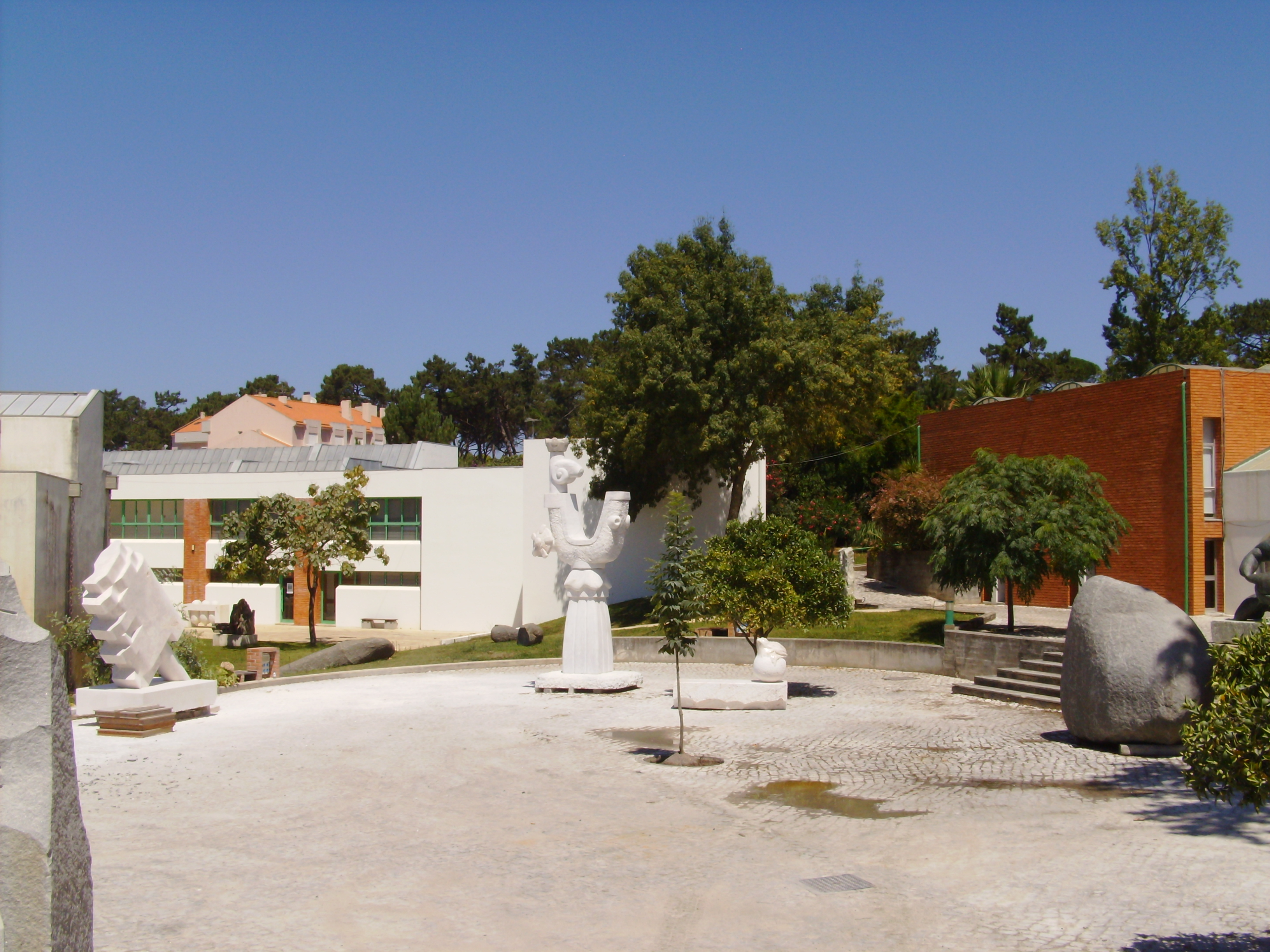
Centro de Artes: um dos Espaços Ar-Livre.

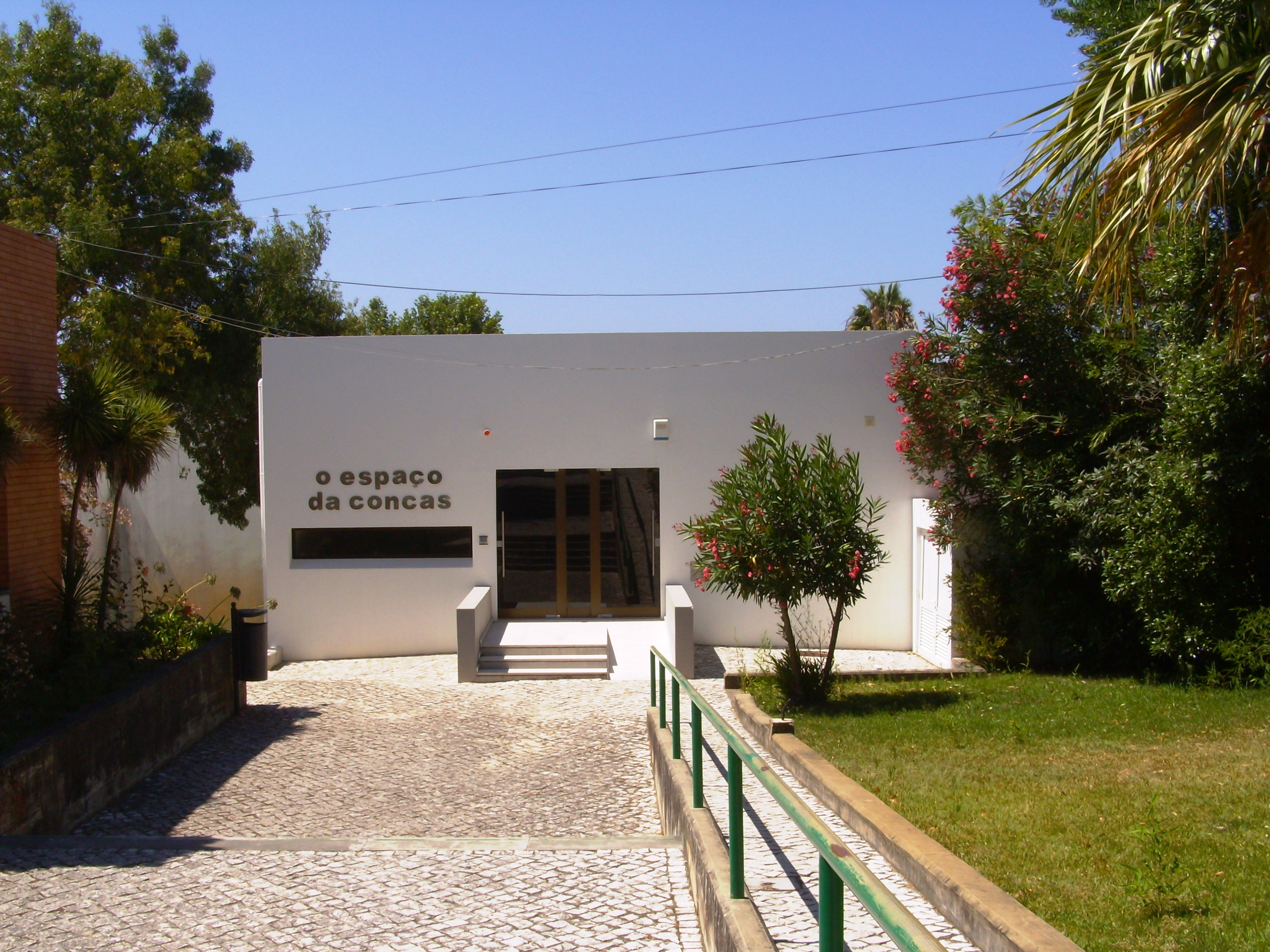
O Espaço da Concas, Centro de Artes.

O Centro de Artes localiza-se na cidade e município das Caldas da Rainha, região Oeste de Portugal.

## Descrição
Constitui-se numa estrutura municipal, tutelada pelo Pelouro da Cultura, que tem como missão apoiar o desenvolvimento das Artes e da Cultura. Para além dos museus municipais, integra diversas infra-estruturas que têm vindo a ser criadas pela Câmara Municipal desde a década de 1980, e que tem como função apoiar a produção artística e promover eventos e actividades de âmbito cultural.
O Centro oferece a artistas e estudantes condições propícias para aprofundarem e desenvolverem o seu trabalho. Para isso mantém programas de residência temporária e parcerias institucionais e privadas.

## Espaços
Conta com:
- Pavilhão de Ateliers - compreende vários espaços de trabalho para o desenvolvimento de projetos artísticos; acolhe o programa de residências e a realização de "workshops" em diversas áreas artísticas.
- Residência de Artistas - estrutura de apoio, destinada a acolher autores que desenvolvam atividades nos ateliers ou que participem nos eventos periodicamente realizados pelo Centro.
- Exposições Temporárias - constituída por quatro galerias: duas no Atelier-Museu António Duarte, uma no Atelier-Museu João Fragoso e uma no Museu Barata Feyo.
- Espaços de Ar-Livre - Jardim envolvente com local preparado para a criação de obras de grandes dimensões, e onde se realiza o "Simpósio Internacional de Escultura em Pedra" (Simppetra), evento bienal que se realiza desde 1986.

O Centro constitui-se num dos mais importantes núcleos de escultura portuguesa do século XX, reunindo os seguintes espaços museológicos:
- Atelier-Museu António Duarte
- Atelier-Museu João Fragoso
- Museu Barata Feyo
- Museu Leopoldo de Almeida
- O Espaço da Concas - inaugurado em 2009, reúne parte da obra da pintora Maria da Conceição Nunes, a Concas (1946-1991), que integrou o chamado "Grupo dos Seis" e que esteve ligada à génese da Escola Superior de Artes e Design das Caldas da Rainha. As peças foram doadas pela família ao Município das Caldas da Rainha e representam as diversas fases da obra da artista, desde os primeiros desenhos (Moçambique, década de 1960), passando por trabalhos do período em que frequentou a Escola de Belas-Artes de Lisboa, até à obra que terminou na véspera de seu falecimento.